# Heinz Heck

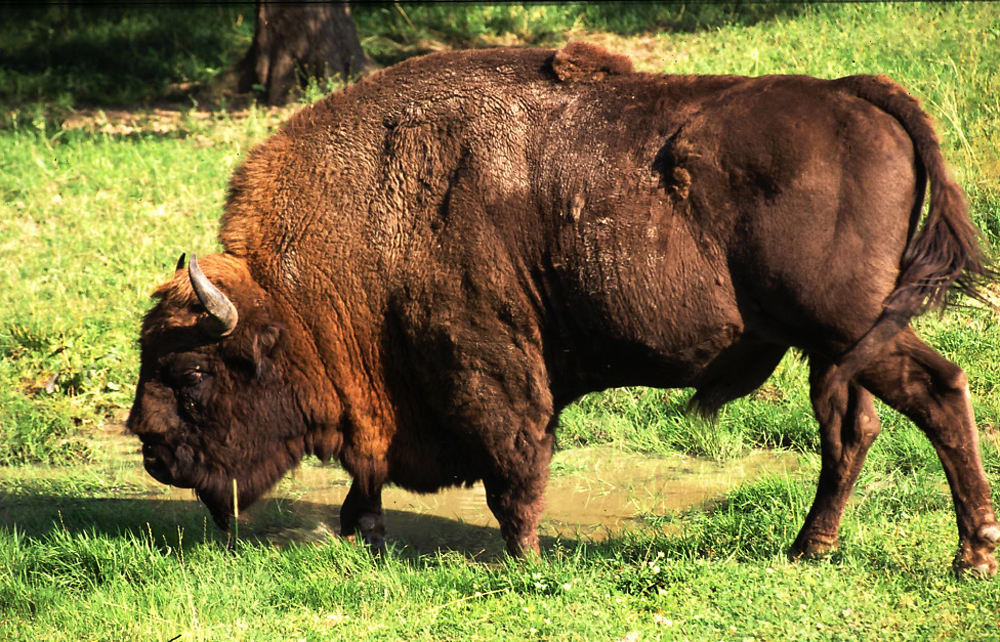
Bisó europeu (Bison bonasus) reintroduït al bosc de Białowieża

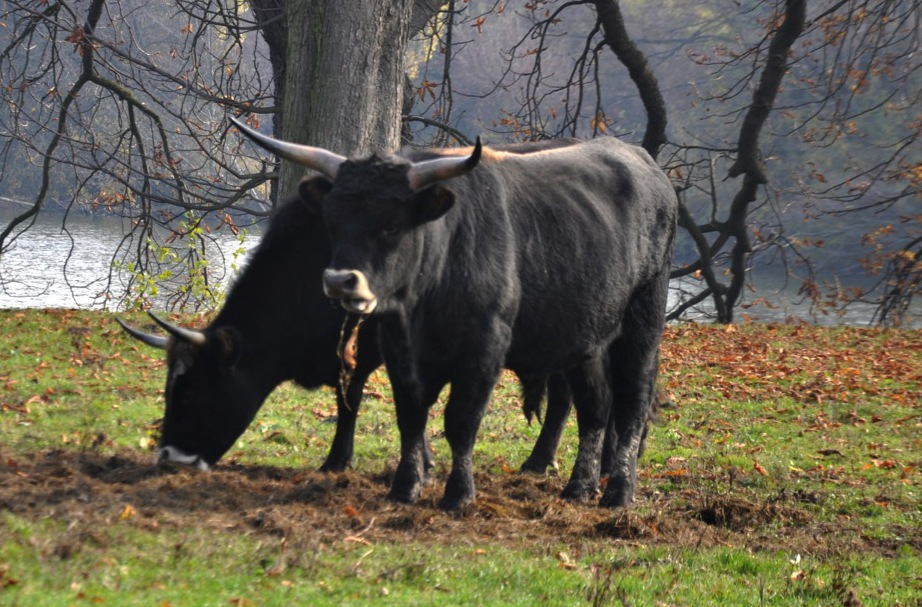
Bou dels Heck: un intent dels anys 20 del segle XX per generar un ur semblant del bestiar modern

Heinz Heck (22 de gener de 1894 - 5 de març de 1982) va ser un biòleg alemany i director del zoo de Hellabrunn (Tierpark Hellabrunn) a Múnic. Va néixer a Berlín i va morir a Múnic.
Amb el seu germà, Lutz Heck, que va ser director del Jardí Zoològic de Berlín, va treballar en dos projectes de reproducció per recrear espècies extingides. El cavall de Heck tenia com a objectiu recrear el tarpan (el veritable cavall salvatge europeu, avantpassat de totes les races de cavalls nacionals europeus), i el bou dels Heck, amb l'objectiu de recrear els urs, el bòvid salvatge del bosc europeu.
Aquest treball ha estat criticat pel fet que un cop extingit un animal, no pot tornar a existir. Això era contrari a la visió de Heck, que és que, si bé els gens d'un animal extingit encara existeixen en els descendents existents, l'animal encara es podria recrear. Sota l'Alemanya nazi, Heinz Heck va ser un dels primers presos polítics a ser internats —i posteriorment alliberats— a Dachau per presumpta pertinença al Partit Comunista i pel seu breu matrimoni amb una dona jueva.
Heck també va tenir un paper important en la salvació del bisó europeu (prudent) de l'extinció quan la majoria de la seva població, d'uns 90, va sobreviure en captivitat a Alemanya després de grans pèrdues per l'espècie durant la Primera Guerra Mundial. Per ajudar a gestionar la supervivència del bisó europeu de la resta de població en captivitat, va començar el primer llibre de criatures per a una espècie no domèstica, inicialment com a índex de fitxes el 1923, que va donar lloc a una publicació completa el 1932. [3] Gràcies als esforços de Heck, la població de bisons europeus ha augmentat significativament i l'espècie s'ha tornat a alliberar a la natura.
Heck també va tenir un paper important a l'hora de salvar el bisó europeu (bisó) de l'extinció quan la majoria de la seva població, d'uns 90, va sobreviure en captivitat a Alemanya després de grans pèrdues per a l'espècie durant la Primera Guerra Mundial. Per ajudar a gestionar la supervivència del bisó europeu de la resta de població captiva, va començar el primer llibre genealògic per a una espècie no domèstica, inicialment com a índex de fitxes el 1923, que va donar lloc a una publicació completa el 1932. Gràcies als esforços de Heck, la població de bisons europeus ha augmentat significativament i l'espècie ha estat realliberada a la natura.